# Popful Mail
Popful Mail est un jeu vidéo d'action-RPG sorti en 1994 et fonctionne sur Mega-CD, Super Famicom, PC-Engine CD, PC-88 et PC-98. Le jeu a été développé par Falcom et édité par Working Designs.

## Système de jeu
Le jeu est un jeu d'action-RPG, très similaire aux jeux précédents de Falcom. Au début du jeu, le seul personnage jouable est Mail ; Tat et Gau sont débloqués par la suite. Mail est spécialisé dans le combat au corps à corps, Tat est spécialisé dans les attaques à distance et Gau dans les attaques magiques ; chacun a des caractéristiques différentes, qui permettent par exemple à Gau de sauter plus haut.